# Cathédrale de Zadar
La cathédrale Sainte-Anastasie (en croate : Katedrala sv. Stošije ; en italien : Cattedrale di Sant'Anastasia) est une cathédrale catholique romaine située à Zadar, en Croatie. Elle est le siège de l'archidiocèse de Zadar, et la plus grande église de toute la Dalmatie.
Les origines de l'église remontent à une basilique chrétienne construite aux ive et ve siècles, tandis qu'une grande partie de l'édifice à trois nefs actuellement debout a été construite dans le style roman aux xiie et xiiie siècles. Le site a été soumis à la liste indicative des sites du patrimoine mondial de l'UNESCO.

## Historique
Le premier évêque connu à Zadar était Félix. Il a assisté à deux conseils d'église, le premier à Aquilée en 381 et le second à Milan en 390. Le patron d'origine de la basilique était saint Pierre. Au temps de l'évêque Donat (en), le diocèse reçut les cendres de sainte Anastasie d'Illyrie de l'empereur Nicéphore Ier, que la cathédrale prit pour patron. Donat a commandé un sarcophage pour les restes, qui sont toujours conservés dans la cathédrale. L'église a été en grande partie refaite aux xie et xiie siècles et reconsacrée par le pape Alexandre III en 1177.
Lors du siège de Zadar par les Vénitiens et les croisés en 1202, la cathédrale a été fortement endommagée. Pendant tout le xiiie siècle, le bâtiment a été en réparation. Elle a été reconsacrée le 27 mai 1285, bien que le nouveau bâtiment, conçu de manière similaire à l'église Santa Maria della Piazza (en) à Ancône, n'ait été achevé qu'en 1324.
Entre 1445 et 1452, le peintre vénitien Donato Bragadin réside à Zadar, accompagné de ses fils, Jacopo et Tommaso, également peintres ou décorateurs ; l'atelier familial décore la chapelle de Santa Anastasia, mais il n'en reste rien aujourd'hui.
Le rez-de-chaussée et le premier étage du clocher ont été construits en 1452. Pour achever la construction, Sir Thomas Graham Jackson a été embauché et la tour a été achevée en 1893.
Le pape Jean-Paul II est venu à la cathédrale le 9 juin 2003, lors de l'un de ses derniers voyages internationaux.

## Description

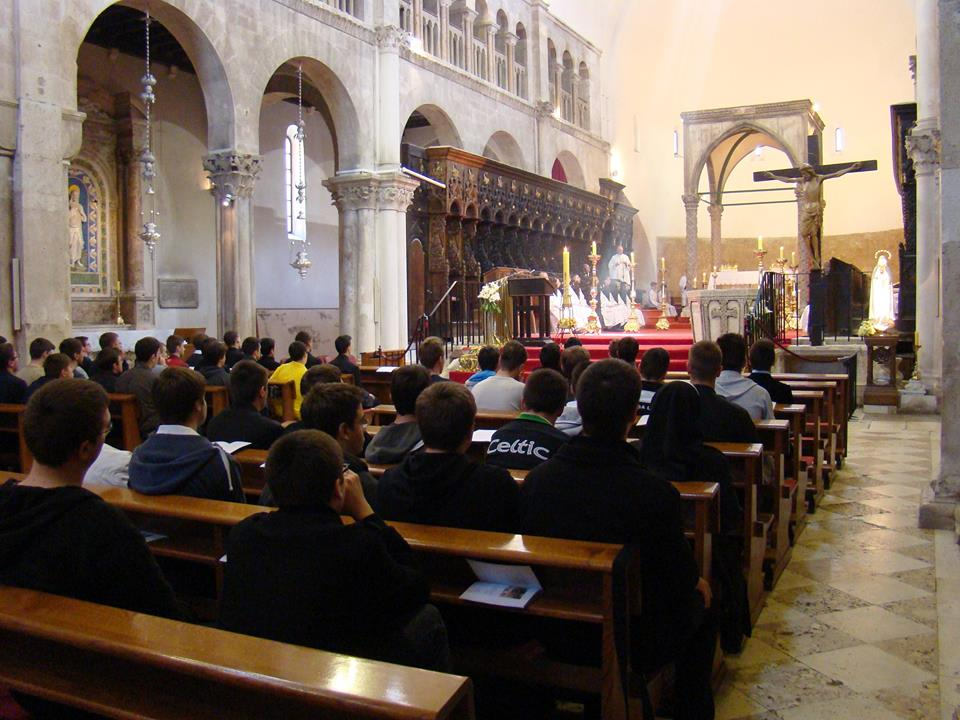
Intérieur de la cathédrale, 2015

### Façade
La façade, achevée en 1324, a deux ordres : le plus bas et le plus massif a trois portails, le central étant couronné par un bas-relief de la Vierge à l'Enfant avec saint Chrysogone et sainte Anastasie ; celle du haut se termine par un fronton triangulaire, et est ornée de quatre ordres de bandes lombardes. Il s'agit notamment d'une grande rosace de style roman et d'une plus petite de style gothique. Le bord gauche de la façade est orné d'une statue de lion et le bord droit d'une statue de taureau : ce sont respectivement les symboles des évangélistes Marc et Luc. Le portail principal richement décoré contient un bas-relief des quatre apôtres. La lunette du portail de gauche est ornée d'une statue de l'agneau mystique, tandis que les consoles près de la voûte contiennent des statues de l'ange Gabriel et de la Vierge Marie, plus anciennes que le portail.

### Intérieur

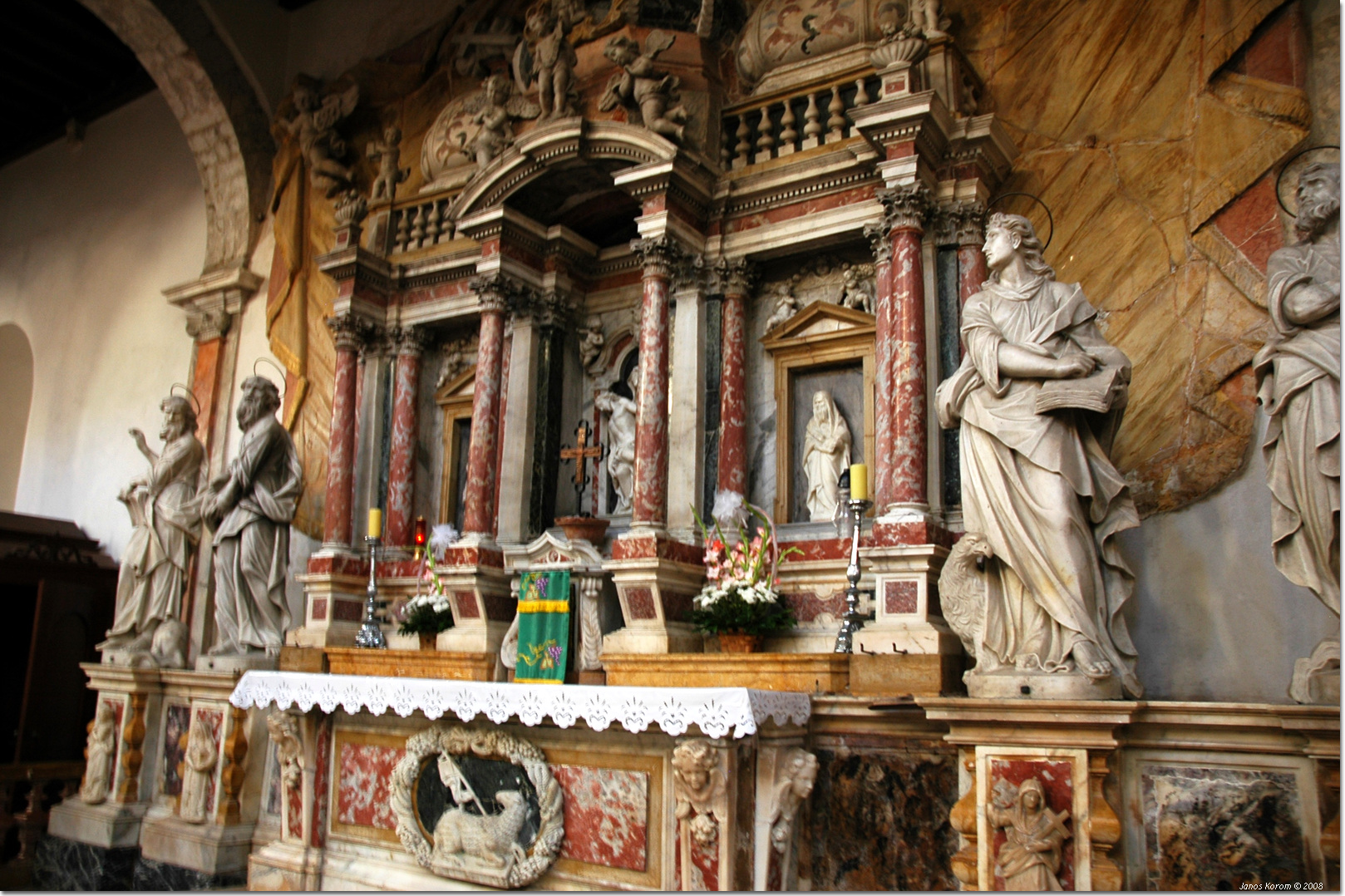
Autel latéral de la cathédrale avec tabernacle

L'intérieur a une nef et deux bas-côtés, le premier trois fois plus grand que le second, qui sont séparés par des piliers et des pylônes en pierre disposés en alternance. Le presbytère est surélevé ; la crypte du xiie siècle est située en dessous. Dans le presbytère se trouvent les stalles du chœur, exécutées dans le style gothique par le maître vénitien du xve siècle Matteo Moranzone (it) ; au-dessus de l'autel principal se trouve le ciboire gothique primitif de 1322, tandis qu'au-delà se trouve un siège en pierre fait pour l'archevêque. Sur le mur nord de l'autel de marbre se trouvent des images de saint Dominique et du Sacré-Cœur. L'autel a été transféré de l'église éponyme. Le deuxième autel est dédié aux âmes du purgatoire et a été construit par le tailleur de pierre vénitien Pietro Onega en 1805. Le retable est une œuvre d'art de Palma le Jeune. Au bout de la nef se trouve un autel en marbre avec un lambris en marbre représentant le Sacré-Cœur, tandis que l'abside abrite un sarcophage en marbre avec les reliques de Sainte Anastasie avec l'inscription de l'évêque Donat (ixe siècle). Il y a aussi des fragments de fresques médiévales dans la cathédrale.
Le bas-côté sud abrite un autel en marbre utilisé pour le stockage des reliques. À côté se trouve l'autel du Saint-Sacrement, du sculpteur A. Viviani de l'année 1718. L'autel a de riches décorations avec des colonnes et des statues. Au-dessus du tabernacle se trouve la statue de la Madone avec le Christ mort allongé sur ses genoux, avec des statues de Moïse et d'Élie sur les côtés. Sur les ailes de l'autel, il y a des statues plus grandes des quatre évangélistes, et, au-dessous d'eux, des figures de vertus et, sur un antependium, une statue de l'Agneau de Dieu. Le collatéral sud se termine par une abside abritant des restes de fresques. Au-dessus des bas-côtés se trouve un matroneum.
L'église possède un baptistère hexagonal qui date du VIe siècle, situé sur le côté sud de la cathédrale. Le baptistère d'origine a été détruit lors du bombardement de Zadar (en) du 16 décembre 1943 et a été restauré en 1989.
Les murs et l'abside de la sacristie, également connue sous le nom de chapelle Sainte-Barbe, appartiennent aux parties les plus anciennes de la cathédrale, ainsi que la mosaïque au sol représentant deux cerfs (début du Ve siècle).
Le musée d'art de l'église abrite le polyptyque de Zadar, une des premières œuvres du peintre vénitien Vittore Carpaccio.
Le clocher a été construit en deux étapes. Le rez-de-chaussée et le premier étage ont été construits en 1452 sous le règne de l'archevêque Vallaresso, tandis que les étages supérieurs datent de 1890 à 1894 sous la conception de l'architecte et historien d'art anglais Thomas Graham Jackson. Les trois étages supérieurs, à quatre pans, sont ornés de fenêtres à doubles meneaux. Une surface murale plane est stylisée avec une mosaïque florale, tandis que les couronnes qui séparent les étages sont soulignées d'un chantournage. Au sommet se trouve une pyramide octogonale avec une statue en laiton d'un ange qui tourne selon la direction du vent.

### Orgue
La société allemande Eisenbarth a construit l'orgue de la cathédrale en 2010. La musique a une disposition française :
| I. manual (Grand Orgue) C–c4 |                       |        |
|                              | Principal             | 16′    |
|                              | Principal             | 8′     |
|                              | Flûte majeure         | 8′     |
|                              | Bourdon               | 8′     |
|                              | Prestant              | 4′     |
|                              | Flûte                 | 4′     |
|                              | Quinte                | 2 2/3′ |
|                              | Doublette             | 2′     |
|                              | Cornet V              | 2 2/3′ |
|                              | Gross Fourniture IV-V | 2 2/3' |
|                              | Gross Cymbale IV      | 1 1/3′ |
|                              | Bombarde              | 16′    |
|                              | Trompette             | 8′     |
|                              | Clairon               | 4'     |

| II. manual (Positif expressif) C–c4 |                  |        |
|                                     | Bourdon          | 16′    |
|                                     | Principal        | 8′     |
|                                     | Flûte à cheminée | 8′     |
|                                     | Salicional       | 8′     |
|                                     | Quintatön        | 8′     |
|                                     | Octave           | 4′     |
|                                     | Flûte douce      | 4'     |
|                                     | Nazard           | 2 2/3′ |
|                                     | Flageolet        | 2′     |
|                                     | Tierce           | 1 3/5′ |
|                                     | Larigot          | 1 1/3′ |
|                                     | Plein jeu III-IV | 1 1/3′ |
|                                     | Clarinette       | 16′    |
|                                     | Cromorne         | 8'     |
|                                     | Voix humaine     | 8'     |
|                                     | Tremblant        |        |

| III. manual (Récit expressif) C–c4 |                           |        |
|                                    | Bourdon                   | 16′    |
|                                    | Diapason                  | 8′     |
|                                    | Flûte d'orchestre         | 8′     |
|                                    | Cor de nuit               | 8′     |
|                                    | Viol de Gambe             | 8′     |
|                                    | Voix céleste              | 8′     |
|                                    | Flûte harmonique          | 4′     |
|                                    | Viole                     | 4′     |
|                                    | Nazard harmonique         | 2 2/3′ |
|                                    | Octavin                   | 2'     |
|                                    | Tierce harmonique         | 1 3/5′ |
|                                    | Piccolo                   | 1′     |
|                                    | Plein Jeu harmonique II-V | 2′     |
|                                    | Basson                    | 16'    |
|                                    | Trompette harmonique      | 8'     |
|                                    | Hautbois                  | 8′     |
|                                    | Clairon harmonique        | 4′     |
|                                    | Tremblant                 |        |

| Pédale C–g1 |                |     |
|             | Untersatz      | 32′ |
|             | Principalbass  | 16′ |
|             | Contrabass     | 16′ |
|             | Subbass        | 16′ |
|             | Octave         | 8′  |
|             | Flûte          | 8′  |
|             | Octave         | 4′  |
|             | Contrabombarde | 32′ |
|             | Bombarde       | 16′ |
|             | Trompette      | 8′  |